# Jerzy Samuel Bandtkie

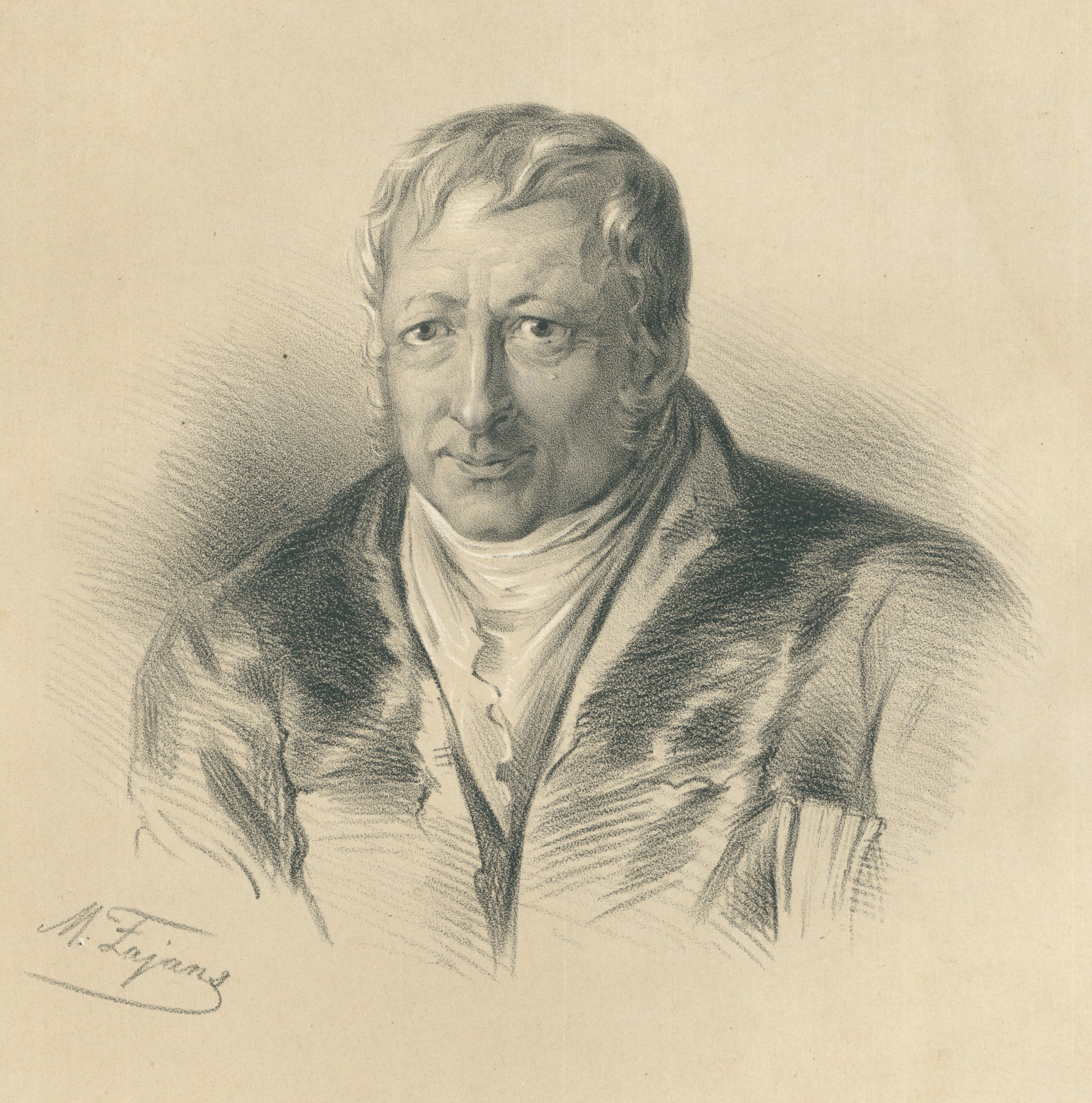
Jerzy Samuel Bandtkie

Jerzy Samuel Bandtkie (auch Georg Samuel Bandtke, Decknamen „Bezimienny z Wrocławia“, „Briefträger Hess“, „G. S. B.“; * 24. November 1768 in Lublin; † 11. Juni 1835 in Krakau) war ein polnischer Bibliothekar, Philologe, Historiker der Sprachwissenschaften und der Buchdruckerkunst, Lexikograph und Herausgeber.
Er war Sohn des Kaufmanns lutherischer Konfession und deutscher Abstammung Johann Samuel Bandtke und seiner Ehefrau Anna Maria geb. Noack. 1779 kam er nach Breslau zum Onkel, dem Schuhmacher Johann Georg Bandtke, und besuchte dort das Gymnasium der Hl. Elisabeth (Elisabethanum). Nach dem Abitur 1787 kam er nach Halle, 1789 nach Jena, wo er Theologie, Geschichte und Philologie studierte.
Nach dem Studienabschluss 1790 wurde er als Gouverneur beim Pastor Nürnburger im Breslauer Vorort angestellt, dann bis 1798 beim Burggraf Piotr Ożarowski in Brzoza bei Kozienice. Er besuchte damals Warschau, Berlin, Sankt Petersburg und Dresden.

## Die Breslauer Periode (1798–1810)
In Breslau war er als Lehrer für polnische Sprache im Sankt-Elisabethgymnasium und Bibliothekar tätig.
Ab 1802 war er Mitarbeiter der Wilhelm-Gottlieb-Korn-Verlagsanstalt als Berater bezüglich der polnischsprachigen Bücher. Am 2. Februar 1804 wurde er Rektor der Hl.-Geist-Schule und Bibliothekar an der Bernhardinerkirche. 1810 besuchte er die polnischen Städte Lublin, Krakau und Puławy.

## Die Krakauer Periode (1811–1835)
1811 wurde er zum Leiter der Jagiellonischen Bibliothek berufen. An der Jagiellonischen Universität hielt er Vorlesungen über Bibliographie. Er erhielt auch die Ehrendoktorwürde der Universität.
Er ist in Krakau gestorben und wurde auf dem Rakowicki-Friedhof bestattet.
Sein Bruder Jan Wincenty Bandtkie war Rechtshistoriker und Freimaurer.

## Quelle
- Henryk Barycz: J. S. Bandtkie a Śląsk : z dziejów pierwszych zainteresowań się nauki polskiej Śląskiem, Katowice : Kasa im. Mianowskiego ; Warszawa : Instytut Popierania Nauki, 1936.
- Henryk Barycz: Jerzy Samuel Bandtkie, jego osobowość i rola w rozwoju kultury narodowej, Wydawnictwa Instytutu Śląskiego, Katowice 1948.